# Vaddeswaram
Vaddeswaram es una ciudad censal situada en el distrito de Guntur en el estado de Andhra Pradesh (India). Su población es de 6275 habitantes (2011). Se encuentra a 21 km de Guntur y a 16 km de Vijayawada. 

## Demografía
Según el censo de 2011 la población de Vaddeswaram era de 6275 habitantes, de los cuales 3087 eran hombres y 3188 eran mujeres. Vaddeswaram tiene una tasa media de alfabetización del 70,32%, superior a la media estatal del 67,02%: la alfabetización masculina es del 73,46%, y la alfabetización femenina del 67,26%.